# Южночешки край
Южночешкият край (на чешки: Jihočeský kraj или Jižní Čechy) е един от краевете на Чешката република. Разположен е в южната част на страната в историческите региони Бохемия и малка част в Моравия. Административен център е град Ческе Будейовице.

## География
Площта на Южночешкия край е 10 057 km2, което съответства на 12,8% от площта на страната.
Границите на края съвпадат с естествените граници на планински масиви. В центъра му е разположена Южночешката котловина, която е оградена от юга и запад от планината Шумава, от северозапад — от възвишението Бърди, от север — от Средночешкото плато, от североизток и изток — от Чешко-Моравското възвишение, а от югоизток — от Новоградската планина. Горите заемат една трета от територията на края, 4% е заета от водни повърхности, основно езера. Краят е разположен на височина 400—600 метра над морското равнище. Най-високата точка е връх Плехи (1378 m) на територията на планинския масив Бохемски лес, а най-ниската точка е повърхността на Орлицкото водохранилище в окръг Писек (330 m).

## Административно деление
Край се дели на 7 окръга.
| Окръг            | Население, души (2011) | Площ, km² |
| ---------------- | ---------------------- | --------- |
| Ческе Будейовице | 186 462                | 1638,30   |
| Чески Крумлов    | 60 516                 | 1615,03   |
| Индржихув Храдец | 90 604                 | 1943,69   |
| Писек            | 69 843                 | 1126,84   |
| Прахатице        | 50 010                 | 1375,03   |
| Страконице       | 69 786                 | 1032,10   |
| Табор            | 101 115                | 1326,01   |

## Население

### Етнически състав през 2001 г.
Численост и дял на етническите групи според преброяването на населението през 2001 г.:
|            | Численост | Дял (в %) |
| Общо       | 625 267   | 100.00    |
| Чехи       | 594 992   | 95.15     |
| Словаци    | 9025      | 1.44      |
| Германци   | 1423      | 0.22      |
| Украинци   | 1359      | 0.21      |
| Моравци    | 1318      | 0.21      |
| Цигани     | 613       | 0.09      |
| Виетнамци  | 539       | 0.08      |
| Руснаци    | 472       | 0.07      |
| Поляци     | 459       | 0.07      |
| Силезци    | 40        | > 0.01    |
| Други      | 2351      | 0.37      |
| Неизвестни | 12 676    | 2.02      |